# Ruyogoro
Ruyogoro är ett periodiskt vattendrag i Burundi.   Det ligger i provinsen Ruyigi, i den östra delen av landet, 130 kilometer öster om huvudstaden Bujumbura.
Omgivningarna runt Ruyogoro är en mosaik av jordbruksmark och naturlig växtlighet. Runt Ruyogoro är det ganska tätbefolkat, med 155 invånare per kvadratkilometer.